# Takotna (Alaska)
Takotna es un lugar designado por el censo ubicado en el Área censal de Yukón–Koyukuk en el estado estadounidense de Alaska. En el Censo de 2010 tenía una población de 52 habitantes y una densidad poblacional de 0,84 personas por km².

## Geografía
Takotna se encuentra en las coordenadas 62°58′56″N 156°5′3″O / 62.98222, -156.08417. Según la Oficina del Censo de los Estados Unidos, Takotna tiene una superficie total de 61.68 km², de la cual 61.68 km² corresponden a tierra firme y (0%) 0 km² es agua.

## Demografía
Según el censo de 2010, había 52 personas residiendo en Takotna. La densidad de población era de 0,84 hab./km². De los 52 habitantes, Takotna estaba compuesto por el 50% blancos, el 0% eran afroamericanos, el 23.08% eran amerindios, el 0% eran asiáticos, el 0% eran isleños del Pacífico, el 0% eran de otras razas y el 26.92% pertenecían a dos o más razas. Del total de la población el 5.77% eran hispanos o latinos de cualquier raza.